# Giulia Decordi
Giulia Decordi (née le 5 novembre 1986 à Crémone, dans la province de même nom en Lombardie) est une joueuse italienne de volley-ball. Elle mesure 1,84 m et joue au poste de réceptionneuse-attaquante. Elle totalise 3 sélections en équipe d'Italie.

## Clubs
| Club                  | Pays   | De        | À         |
| --------------------- | ------ | --------- | --------- |
| Esperia Cremona       | Italie | 2001-2002 | 2001-2002 |
| Club Italia           | Italie | 2002-2003 | 2003-2004 |
| Esperia Cremona       | Italie | 2004-2005 | 2005-2006 |
| Sirio Perugia         | Italie | 2006-2007 | 2008-2009 |
| Verona Volley         | Italie | 2009-2010 | 2009-2010 |
| Busto Arsizio         | Italie | 2010-2011 | 2010-2011 |
| Rolleri Vigolzone     | Italie | 2011-2012 | 2011-2012 |
| Terre Verdiane Volley | Italie | 2012-2013 | …         |

## Palmarès

### Équipe nationale
- Championnat d'Europe des moins de 20 ans
  - Vainqueur : 2004

### Clubs
- Ligue des champions 
  - Vainqueur : 2008
- Coupe de la CEV
  - Vainqueur : 2007, 2010
- Coupe d'Italie 
  - Vainqueur : 2007
- Championnat d'Italie 
  - Vainqueur : 2007
- Supercoupe d'Italie 
  - Vainqueur : 2007